# اندیس شالراه
شالراه* یک اندیس غیرفلزی است که در حوالی شهر ماسوله استان گیلان قرار دارد و مادهٔ معدنی موجود در آن، تالک است.سنگ میزبان این اندیس پریدوتیت - دونیت است و دیرینگی آن به دوران پرکامبرین می‌رسد. در این اندیس، پاراژنز‌های تالک و سرپانتین یافت می‌شوند.